# Горбачёва, Алина Дмитриевна
Алина Дмитриевна Горбачёва (род. 23 июля 2007, Краснодар) — российская фигуристка, выступающая в одиночном катании. Бронзовый призёр чемпионата России 2025, серебряный призёр финала Кубка России (2025). Победитель первенства России среди юниоров (2023). Мастер спорта России (2023).

## Биография
Родилась 23 июля 2007 года в Краснодаре.

### Спортивная карьера

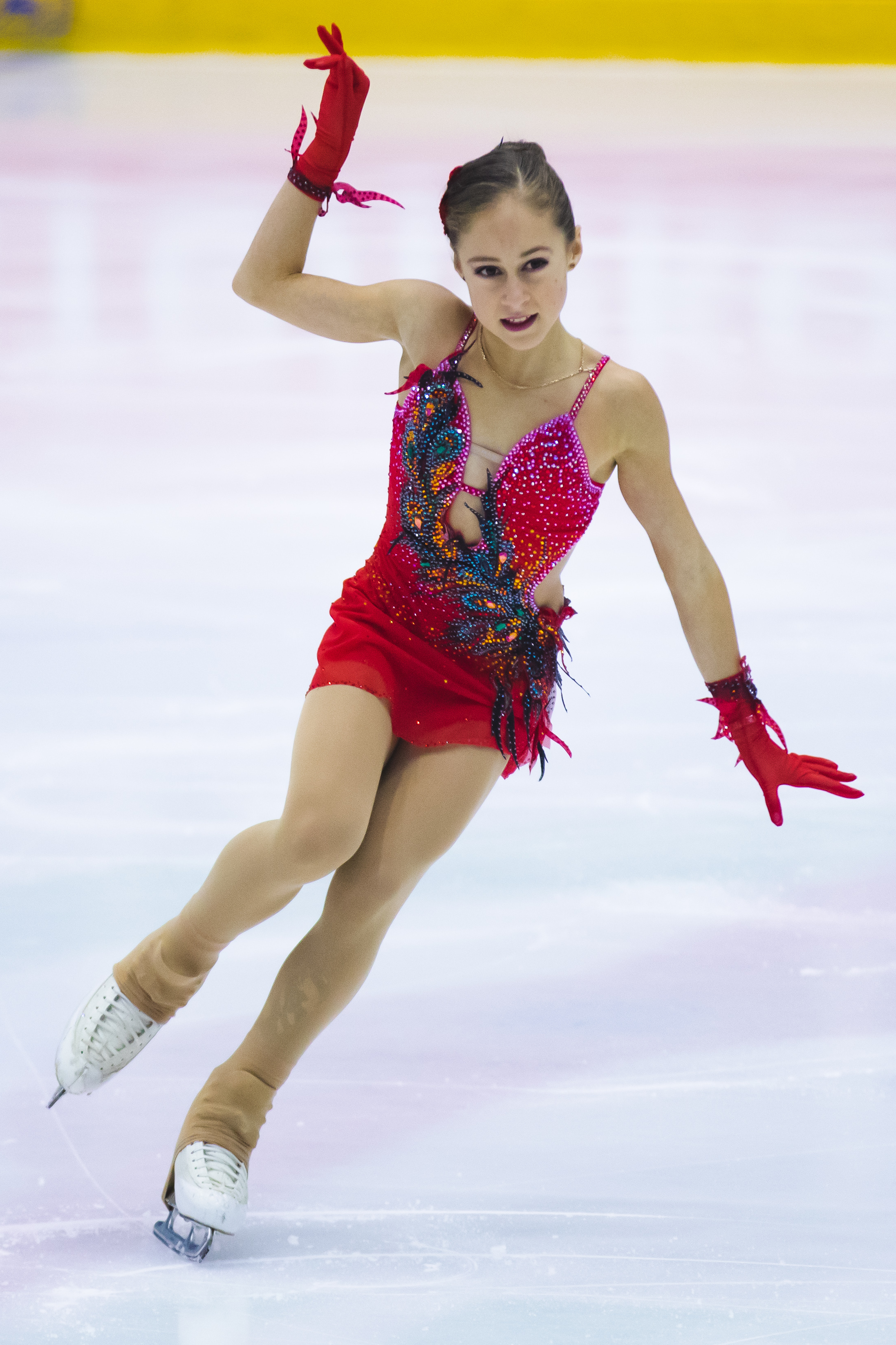
На 4-м этапе Кубка России 2020 года

Начала заниматься фигурным катанием в 6,5 лет в родном Краснодаре. Её первыми тренерами были Оксана Константиновна Грищенко и Виталий Юрьевич Малахов. Затем переехала сначала в Тверь, где тренировалась в СШОР по ледовым видам спорта, а позже — в Москву в академию «Триумф» к новому тренеру Софье Анатольевне Федченко.
Начала участвовать в соревнованиях в октябре 2016 года. Первый успех пришёл к ней в октябре 2019 года, когда она стала серебряным призёром второго этапа Кубка России среди юниоров в Саранске.
В сезоне 2020/2021 стала бронзовым призёром четвёртого этапа Кубка России среди юниоров в Казани и серебряным призёром первенства России среди юниоров.
В сезоне 2021/2022 выиграла второй и четвёртый этапы Кубка России среди юниоров, а также стала бронзовым призёром первенства России среди юниоров.

### Сезон 2022/2023
В сезоне 2022/2023, помимо юниорских соревнований, начала участвовать в турнирах среди взрослых спортсменов. В ноябре 2022 года стала бронзовым призёром шестого этапа Гран-при России в Перми.
На чемпионате России 2023, прошедшем в Красноярске, заняла 9 место. Перед этим заняла 10 место на чемпионате России по прыжкам.
Начиная с сезона 2022/2023 успешно исполняла четверной сальхов на соревнованиях, что позволило её победить на первенстве России среди юниоров.

### Сезон 2023/2024
В октябре 2023 года стала серебряным призёром второго этапа Гран-при России в Омске и четвёртого этапа в Казани. На чемпионате России 2024 в Челябинске заняла 6 место, набрав 214,87 балла. На Всероссийской спартакиаде сильнейших спортсменов 2024 заняла 4 место, набрав лучший результат за сезон — 219,51 балла.

### Сезон 2024/2025
Начала сезон с серебра на 3 этапе Гран-при России в Красноярске. Выиграла 5 этап Гран-при России в Санкт-Петербурге с суммой 234,58 балла. Стала бронзовым призёром чемпионата России в Омске с суммой баллов 223,92, исполнив четверной сальхов в произвольной программе. Участвовала в чемпионате России по прыжкам 2025, где заняла 5 место.

## Вне спорта
28 августа 2023 года пропала без вести в Москве по пути домой после тренировки на катке «Чкалов Арена». Однако уже на следующий день попала на камеры видеонаблюдения на Волоколамском шоссе, а позднее была обнаружена в кинотеатре. По мнению её тренера, причиной послужила небольшая бытовая ссора, связанная с местом проживания фигуристки. Алина с 9 лет проживает с тренером Софьей Федченко. Какое-то время мама спортсменки жила вместе с дочерью и тренером. Мать Алины была против ее занятий фигурным катанием, что привело к конфликту и окончательному переезду Алины Горбачевой и ее тренера в одну квартиру. В начале 2023 года Алина рассказала, что отношения с матерью остаются прохладными.

## Спортивные достижения
| Соревнования                    | 19/20                       | 20/21                       | 21/22                       | 22/23                       | 23/24                       | 24/25                       |                             |                             |                             |
| Национальные индивидуальные     | Национальные индивидуальные | Национальные индивидуальные | Национальные индивидуальные | Национальные индивидуальные | Национальные индивидуальные | Национальные индивидуальные | Национальные индивидуальные | Национальные индивидуальные | Национальные индивидуальные |
| ------------------------------- | --------------------------- | --------------------------- | --------------------------- | --------------------------- | --------------------------- | --------------------------- | --------------------------- | --------------------------- | --------------------------- |
| Чемпионаты России               |                             |                             |                             | 9                           | 6                           | 3                           |                             |                             |                             |
| Финал Кубка России              | 11 юн.                      |                             | 11 юн.                      | 6                           |                             | 2                           |                             |                             |                             |
| Этапы Кубка России. I этап      |                             |                             |                             | 4                           |                             |                             |                             |                             |                             |
| Этапы Кубка России. II этап     | 2 юн.                       |                             | 1 юн.                       |                             | 2                           |                             |                             |                             |                             |
| Этапы Кубка России. IV этап     |                             | 3 юн.                       | 1 юн.                       |                             | 2                           |                             |                             |                             |                             |
| Этапы Кубка России. V этап      | 4 юн.                       | сн.                         |                             |                             |                             |                             |                             |                             |                             |
| Этапы Кубка России. VI этап     |                             |                             |                             | 3                           |                             |                             |                             |                             |                             |
| Чемпионат России по прыжкам     |                             |                             |                             | 10                          |                             | 5                           |                             |                             |                             |
| Национальные командные          |                             |                             |                             |                             |                             |                             |                             |                             |                             |
| Кубок Первого канала            |                             |                             |                             | 1                           |                             |                             |                             |                             |                             |
| Национальные юниорские          |                             |                             |                             |                             |                             |                             |                             |                             |                             |
| Первенство России среди юниоров |                             | 2                           | 3                           | 1                           |                             |                             |                             |                             |                             |